# Drugi sobór buddyjski
Drugi sobór buddyjski – odbył się w Vesali, około sto lat po osiągnięciu Parinibbany przez Buddę, w celu uregulowania poważnych kwestii zasad Winai. Ortodoksyjni mnisi chcieli przekonać tych mnichów, których zachowanie stawiano pod znakiem zapytania. Sprawozdania z tych rozmów zostały zachowane w tekstach Winai kilku wczesnych szkół buddyjskich.
Jakiś czas po Drugim Soborze Buddyjskim powstał rozłam w monastycznej sandze, którego rezultatem było utworzenie się kilku nowych podgrup (szkół) takich jak sthaviravada, mahasanghika i sarvastivada.
Powstanie tych szkół jest czasem wiązane z Drugim Soborem Buddyjskim, ale nie ma na to żadnych dowodów, wszystkie wczesne sprawozdania potwierdzają, ze konflikt ten został rozwiązany.
Dyskusja rozgorzała od nowa na temat tzw. dziesięciu punktów. Jest wzmianka dotycząca niektórych mnichów łamiących dziesięć zasad, z których część uważano za główne. Dziesięcioma punktami Winai były:
- Przechowywanie soli w rogu.
- Spożywanie jedzenia po południu.
- Spożywanie posiłku raz, po czym udawanie się do wioski po kolejna jałmużnę.
- Przeprowadzanie ceremonii "Uposatha" z mnichami zamieszkującymi w tym samym rejonie czy okolicy.
- Wykonywanie oficjalnych działań, obowiązków, gdy zgromadzenie nie było kompletne.
- Podążanie daną praktyką, ponieważ została ukończona przez własnego nauczyciela lub opiekuna.
- Spożywanie kwaśnego mleka, pomimo spożycia popołudniowego posiłku.
- Spożywanie mocnych napoi przed ich fermentacją.
- Używanie okryć nieodpowiednich rozmiarów.
- Używanie złota i srebra.

Kluczem do zrozumienia dziesiątego punktu jest uznanie "złota i srebra" za idiom określający jakikolwiek rodzaj pieniędzy. Mnisi Vesali uznawali zbieranie pieniędzy, czego specyficznym celem było chodzenie po jałmużnę, czemu z kolei sprzeciwiał się wizytujący mnich Yasa. 
Niektóre z punktów również były bardzo ważne, np. punkt szósty, który pozwalał mnichom na niestosowanie się do zasad Winai, jeżeli ich nauczyciel nie podążał praktyką. To zachowanie było odnotowane i stało się problemem powodującym wiele poważnych kontrowersji. 
Monastyczna sangha była strukturalna, dlatego wszystkie działania i decyzje musiały być uchwalone jednomyślnie, a odkąd mnisi łamiący dziesięć zasad sprzeciwili się poddawaniu reprymendzie czy też przyznania się do winy, sangha stała się niezdolna do rozwiązywania tych problemów w żaden inny sposób jak zwołaniem Drugiego Soboru Buddyjskiego.
Niektóre z dziesięciu punktów wymierzone były przeciwko szczegółowym zasadom (dukkata lub sekhiya)
Przed tym jak Budda osiągnął Parinibbanę powiedział czcigodnemu Anandzie, że społeczeństwo może (jednomyślnie) porzucić główne punkty Winai. Ale pierwszy sobór buddyjski nie był pewien, o których punktach Winai Budda mówił, więc jednomyślnie zgodzono się zachować jednak zasady Winai takie, jak podczas życia Buddy.
W każdym razie 100 lat później niektórzy mnisi poczuli, że część zasad może zostać złagodzona. 
Drugi Sobór Buddyjski ogłosił jednak jednomyślnie, że żadna z zasad nie może zostać złagodzona a mnisi, którzy zostali oskarżeni o łamanie zasad Winai powinni zostać potępieni.